# Hidden Assets
Hidden Assets är en irländsk/belgisk dramaserie från 2021. Första säsongen som bestod av sex avsnitt hade premiär den 5 juni 2021. Den andra säsongen hade premiär i september 2023 och kommer att sändas på TV4 med start 15 december 2023. Serien är skapad av Peter McKenna som även medverkat i skrivandet av manus.

## Handling
Serien kretsar kring den irländska kriminalkommissarien Emer Berry och en kollega från Belgien som tvingas att samarbeta i jakten på gärningsmännen som ligger bakom ett antal terrorbomber.

## Rollista (i urval)
- Angeline Ball - Emer Berry
- Simone Kirby - Bibi Melnick
- Nora-Jane Noone - Claire Wallace
- Wouter Hendrickx - Christian De Jong
- Peter Coonan
- Charlie Carrick
- Cathy Belton
- Aaron Monaghan
- Sophie Jo Wasson
- Kwaku Fortune
- Karine Vanasse
- Michael Ironside